# ترام مجرور بالخيول

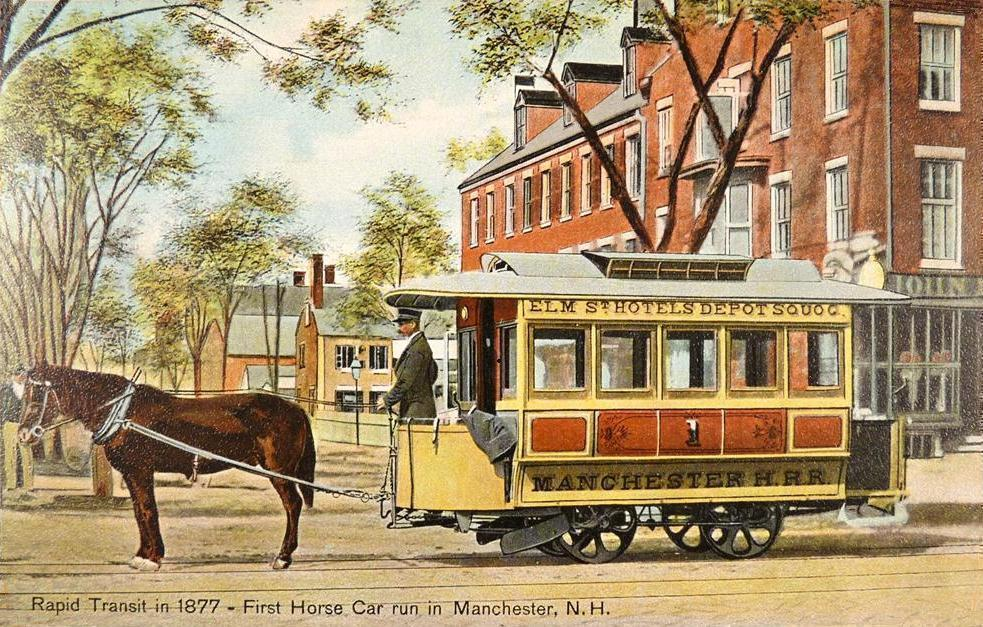
تصوير لأسطورة ، أول عربة مجرورة بالخيل في مانشستر في نيو هامبشاير.

عربة الترام أو الترام المجرور بالخيول (بالإنجليزية: Horsecar, or Horse-drawn tram) هو مُخطط النقل الذي يتم بطاقة الحيوان، وفي الغالب يكون حصانًا، يجر العربة أو الترام.